# Liste der Baudenkmale in Upleward
Die Liste der Baudenkmale in Upleward enthält die nach dem Niedersächsischen Denkmalschutzgesetz geschützten Baudenkmale in dem ostfriesischen Ort Upleward, der zu der Gemeinde Krummhörn gehört. Die Auflistung ist ein Teilauszug der offiziellen Denkmalliste Krummhörns.  Die Quelle der Baudenkmale ist der Denkmalatlas Niedersachsen. Der Stand der Liste ist der 4. Februar 2024.

## Allgemein
In den Spalten befinden sich folgende Informationen:
- Lage: die Adresse des Baudenkmales und die geographischen Koordinaten. Kartenansicht, um Koordinaten zu setzen. In der Kartenansicht sind Baudenkmale ohne Koordinaten mit einem roten Marker dargestellt und können in der Karte gesetzt werden. Baudenkmale ohne Bild sind mit einem blauen Marker gekennzeichnet, Baudenkmale mit Bild mit einem grünen Marker.
- Bezeichnung: Bezeichnung des Baudenkmales
- Beschreibung: die Beschreibung des Baudenkmales. Unter § 3 Abs. 2 NDSchG werden Einzeldenkmale und unter § 3 Abs. 3 NDSchG Gruppen baulicher Anlagen und deren Bestandteile ausgewiesen.
- ID: die Objekt-ID des Baudenkmales
- Bild: ein Bild des Baudenkmales, ggf. zusätzlich mit einem Link zu weiteren Fotos des Baudenkmals im Medienarchiv Wikimedia Commons. Wenn man auf das Kamerasymbol klickt, können Fotos zu Baudenkmalen aus dieser Liste hochgeladen werden:

| Lage                                              | Bezeichnung                    | Beschreibung | ID       | Bild           |
| ------------------------------------------------- | ------------------------------ | --- | -------- | -------------- |
| Dodo-Wildvang-Straße 53° 25′ 19″ N, 7° 2′ 43″ O   | Kirche                         | Fünfachsiger gotischer Saalbau auf rechteckigem Grundriss in Backsteinmauerwerk | 34667886 | Weitere Bilder |
| Dodo-Wildvang-Straße 53° 25′ 19″ N, 7° 2′ 44″ O   | Glockenturm                    | Verputzter Massivbau, kegelförmig auf quadratischem Grundriss unter Kegeldach. | 34667936 |                |
| Dodo-Wildvang-Straße 53° 25′ 19″ N, 7° 2′ 43″ O   | Friedhof                       | Teilweise im Erdreich eingelassene Grabsteine aus dem 19. Jh. | 34667912 |                |
| Dodo-Wildvang-Straße 53° 25′ 18″ N, 7° 2′ 44″ O   | Kirchwurt                      | | 34668208 | BW             |
| Dodo-Wildvang-Straße 1 53° 25′ 19″ N, 7° 2′ 42″ O | Kriegerdenkmal                 | Parkähnliche Gartenanlage, von Gräften umgeben, zu Ehren der Gefallenen des Ersten Weltkrieges. Säulen, Postament und Verdachung aus Beton. Sandsteintafel. | 34667960 |                |
| Dodo-Wildvang-Straße 1 53° 25′ 20″ N, 7° 2′ 39″ O | Villa                          | Wohnhaus unter Mansarddach mit zwei Zwerchgiebeln. | 34667862 | BW             |
| Dodo-Wildvang-Straße 1 53° 25′ 21″ N, 7° 2′ 38″ O | Gulfscheune                    | | 34668261 | BW             |
| Erbsenbinderei 2 53° 25′ 14″ N, 7° 1′ 53″ O       | "Erbsenbinderei"               | Eingeschossiger Wohnteil von 1832 (mit Resten eines älteren Steinhauses), Gulfscheune von 1901. | 34668135 | BW             |
| Erbsenbinderei 2 53° 25′ 14″ N, 7° 1′ 56″ O       | "Erbsenbinderei" (Graft)       | | 34668311 | BW             |
| Koppelstraße 1 53° 25′ 15″ N, 7° 2′ 43″ O         | Gulfhof Nanninga               | Giebelständiger Ziegelbau unter Halbwalm mit Durchfahrt rechts. Wohnteil mit Stahlankern. Im EG Schiebefenster mit Fensterläden. Inschriftlich datiert 1705 bzw. 1851, im Kern älter (Steinhaus, 16. Jh.). Wirtschaftsteil um 1900 erneuert, 1999 Gulfscheune abgebrannt und durch Stahlhalle ersetzt. | 34667982 | BW             |
| Koppelstraße 1 53° 25′ 14″ N, 7° 2′ 41″ O         | Gulfhof Nanninga (Garten)      | | 34668010 | BW             |
| Koppelstraße 1 53° 25′ 15″ N, 7° 2′ 41″ O         | Gulfhof Nanninga (Baumbestand) | | 34668361 | BW             |
| Koppelstraße 1 53° 25′ 14″ N, 7° 2′ 39″ O         | Gulfhof Nanninga (Graft)       | | 34668285 | BW             |
| Koppelstraße 2 53° 25′ 16″ N, 7° 2′ 43″ O         | Wohnhaus                       | Giebelständig in Ziegelbauweise. Straßenseitig Halbwalmdach. Rückwärtiger Giebel mit Schiebefenster und inschriftlicher Datierung. 1862. | 34668037 | BW             |
| Ohlingslohne 1 53° 25′ 15″ N, 7° 2′ 47″ O         | Gulfhaus Nanninga              | Kleines langgestrecktes Wohnhaus, im Kern um 1600; Gulfscheune aus dem 19. Jh. (ältere Teile im Gulfgerüst wiederverwendet). Um 1600 (Wohnteil) 19. Jh. (Scheune). | 34668065 | BW             |
| Ohlingslohne 5 53° 25′ 17″ N, 7° 2′ 51″ O         | Gulfhaus                       | Zweigeschossiges Gulfhaus in zeittypisch strenger, vorhistoristischer Gestaltung. 1. Hälfte 19. Jh. | 34668090 | BW             |
| Schipperslohne 5 53° 25′ 16″ N, 7° 2′ 39″ O       | ehem. Hof Ohling               | Scheune im 19. Jh. verlängert; Wohnteil in der Art eines längs vorgebauten Steinhauses, im Kern 1777, Veränderungen 19. und 20. Jh. | 34668160 | BW             |
| Sportplatzweg 4 53° 25′ 19″ N, 7° 2′ 52″ O        | Schmiede                       | Eingeschossiger Backsteinbau unter Krüppelwalmdach. Technische Innenausstattung erhalten. | 34668182 |                |